# Fridrich I. Habsburský
Fridrich I. Sličný (německy Friedrich der Schöne, 1289 – 13. leden 1330, Gutenstein) byl římský král, vévoda rakouský a štýrský.

## Vévoda

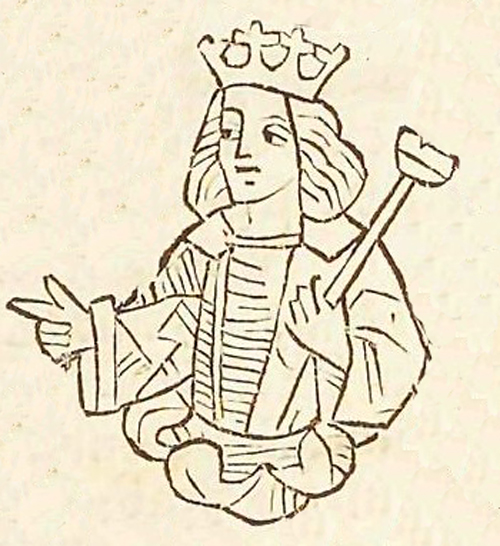
Fridrich Habsburský (15. století)

Narodil se jako druhorozený syn Albrechta I. Habsburského a Alžběty, dcery Menharda II. Goricko-Tyrolského. Roku 1306 Fridrich získal správu habsburských zemí, protože jeho starší bratr Rudolf se stal českým králem. Po Rudolfově brzké smrti v roce 1307 se Habsburkové znovu snažili o získání českých zemí a toto snažení nečekaně skončilo roku 1308 zavražděním Fridrichova otce Albrechta I.
Habsburská moc byla vraždou značně otřesena a vůbec nebylo jisté, zda jim budou v léno svěřeny jejich vlastní země, natož pak země české. Novým římským králem se stal Jindřich VII. Lucemburský, který habsburským bratrům jejich země v léno nakonec udělil.
Roku 1312 vyslali rakouští vévodové posly na aragonský dvůr a po dlouhých jednáních došlo k uzavření dohody o dynastickém sňatku. Vévoda Fridrich přesvědčil své bratry, aby se vzdali všech nároků na vládu v rakouských zemích a podařilo se mu získat i souhlas zemských stavů. Splnil tak podmínku krále Jakuba, že vláda nebude roztříštěna mezi množství habsburských bratrů a Jakubův zeť bude jediným vládcem. Svatba v zastoupení se konala roku 1313 v Barceloně a poté se mladičká aragonská princezna vydala do alpské země. 31. ledna 1314 se na štýrském hradě Judenburg konala svatba. Isabela při něm přijala německé jméno Alžběta a Fridrich sňatkem získal politickou podporu tchána Jakuba Aragonského.

## Římský král

### Zvolení Fridricha

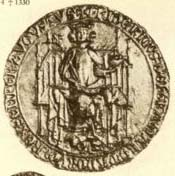
Královská pečeť Fridricha Habsburského

Po nečekané smrti Jindřicha Lucemburského se uvolnil trůn Svaté říše římské a započal zápas o jeho obsazení. Jedním z mnoha nápadníků o tento post byl i Fridrich. Isabela v dopise otci z června 1314 sděluje, že manžel má mezi říšskými kurfiřty čtyři hlasy a pevně doufá v příznivý průběh volby. Zúčastnila se také Fridrichova červencového jednání s uherským králem Karlem Robertem, který slíbil Habsburkům všestrannou podporu proti komukoli a také, že bez jejich účasti neuzavře s nikým mír. V září téhož roku byl Fridrich zvolen v Sachsenhausenu římským králem. O den později druhá část kurfiřtů v čele s Janem Lucemburským zvolila Fridrichova bratrance Ludvíka Bavora.
Isabela se o letnicích roku 1315 v Basileji dočkala korunovace a v krátkém sledu porodila Fridrichovi tři děti. Manželství bylo zřejmě harmonické, ale královský pár i přes bohaté Isabelino věno díky válčení s Ludvíkem Bavorem bojoval s nedostatkem finančních prostředků. Finanční nouzi byla Isabela často nucena řešit prodejem svých šperků.

### Dva králové

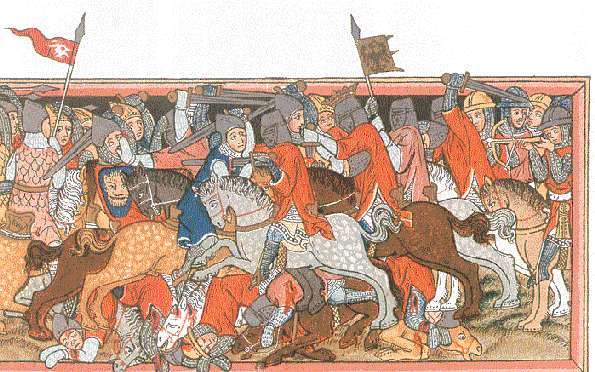
Bitva u Mühldorfu

Dvojvládí v říši trvalo až do roku 1322, kdy v bitvě u Mühldorfu Fridrich upadl do Bavorova zajetí a byl internován na hradě Trausnitz. V březnu 1325 uvězněný vévoda uzavřel s Ludvíkem tzv. Trausnitzký mír, kdy přislíbil svému soupeři za svou svobodu, že se vzdá královského titulu, své državy přijme jako říšská léna a podpoří Ludvíka v boji proti jeho nepřátelům. Dohoda selhala na nesouhlasu Fridrichových bratrů a Fridrich se tak rytířsky vrátil zpět ke svému vězniteli. V září 1325 bratranci uzavřeli smlouvu novou. Ludvík uznal Fridricha za spolukrále, vládu nad říší měli vykonávat společně. Leopold Habsburský se smlouvou po přislíbení říšského vikariátu souhlasil, ne však papež.
Ludvík Bavor se nadále aktivně projevoval na politickém kolbišti. Fridrich byl pravděpodobně v důsledku věznění nemocný a poslední tři roky svého života o sobě téměř nedával vědět.
| „               | Zemřel utrápen tíhou rozličných nemocí a zvláště hrozným množstvím vší na svém hradě, zvaném Gutestein, v Rakousku a byl pochován v Mauerbachu, klášteře řádu kartuziánského, který sám založil. Tento Fridrich...svedl mnoho bitev, ale postrádal takřka obyčejně vítězství a působil v říši nebezpečné rozkoly... | “ |
| — Petr Žitavský | |   |

Přezdívku Sličný získal Fridrich až v 16. století. Údajně osleplá Isabela manžela přežila o pouhých několik měsíců.

## Vývod z předků
|                        |                          |  |                        |                                  |  |  |  |  |  |  |  | Rudolf II. Habsburský |
|                        |                          |  |                        |                                  |  |  |  |  |  |  |  |                       |
|                        | Albrecht IV. Habsburský  |  |                        |                                  |  |  |  |  |  |  |  |                       |
|                        |                          |  |                        |                                  |  |  |  |  |  |  |  |                       |
|                        |                          |  |                        | Anežka Štaufská                  |  |  |  |  |  |  |  |                       |
|                        |                          |  |                        |                                  |  |  |  |  |  |  |  |                       |
|                        | Rudolf I. Habsburský     |  |                        |                                  |  |  |  |  |  |  |  |                       |
|                        |                          |  |                        |                                  |  |  |  |  |  |  |  |                       |
|                        |                          |  |                        | Ulrich z Kyburgu                 |  |  |  |  |  |  |  |                       |
|                        |                          |  |                        |                                  |  |  |  |  |  |  |  |                       |
|                        | Hedvika z Kyburgu        |  |                        |                                  |  |  |  |  |  |  |  |                       |
|                        |                          |  |                        |                                  |  |  |  |  |  |  |  |                       |
|                        |                          |  |                        | Anna ze Zähringenu               |  |  |  |  |  |  |  |                       |
|                        |                          |  |                        |                                  |  |  |  |  |  |  |  |                       |
|                        | Albrecht I. Habsburský   |  |                        |                                  |  |  |  |  |  |  |  |                       |
|                        |                          |  |                        |                                  |  |  |  |  |  |  |  |                       |
|                        |                          |  |                        | Burkhard IV. z Hohenbergu        |  |  |  |  |  |  |  |                       |
|                        |                          |  |                        |                                  |  |  |  |  |  |  |  |                       |
|                        | Burkhard V. z Hohenbergu |  |                        |                                  |  |  |  |  |  |  |  |                       |
|                        |                          |  |                        |                                  |  |  |  |  |  |  |  |                       |
|                        |                          |  |                        | Wilipirg z Aichelbergu           |  |  |  |  |  |  |  |                       |
|                        |                          |  |                        |                                  |  |  |  |  |  |  |  |                       |
|                        | Gertruda z Hohenbergu    |  |                        |                                  |  |  |  |  |  |  |  |                       |
|                        |                          |  |                        |                                  |  |  |  |  |  |  |  |                       |
|                        |                          |  |                        | Rudolf II. z Tübingenu           |  |  |  |  |  |  |  |                       |
|                        |                          |  |                        |                                  |  |  |  |  |  |  |  |                       |
|                        | Mechtilda z Tübingenu    |  |                        |                                  |  |  |  |  |  |  |  |                       |
|                        |                          |  |                        |                                  |  |  |  |  |  |  |  |                       |
|                        |                          |  |                        | ?                                |  |  |  |  |  |  |  |                       |
|                        |                          |  |                        |                                  |  |  |  |  |  |  |  |                       |
| Fridrich I. Habsburský |                          |  |                        |                                  |  |  |  |  |  |  |  |                       |
|                        |                          |  |                        |                                  |  |  |  |  |  |  |  |                       |
|                        |                          |  | Engelbert III. Gorický |                                  |  |  |  |  |  |  |  |                       |
|                        |                          |  |                        |                                  |  |  |  |  |  |  |  |                       |
|                        | Menhard I. Tyrolský      |  |                        |                                  |  |  |  |  |  |  |  |                       |
|                        |                          |  |                        |                                  |  |  |  |  |  |  |  |                       |
|                        |                          |  |                        | Matylda z Andechsu               |  |  |  |  |  |  |  |                       |
|                        |                          |  |                        |                                  |  |  |  |  |  |  |  |                       |
|                        | Menhard II. Tyrolský     |  |                        |                                  |  |  |  |  |  |  |  |                       |
|                        |                          |  |                        |                                  |  |  |  |  |  |  |  |                       |
|                        |                          |  |                        | Albert III. Tyrolský             |  |  |  |  |  |  |  |                       |
|                        |                          |  |                        |                                  |  |  |  |  |  |  |  |                       |
|                        | Adéla Tyrolská           |  |                        |                                  |  |  |  |  |  |  |  |                       |
|                        |                          |  |                        |                                  |  |  |  |  |  |  |  |                       |
|                        |                          |  |                        | Uta z Frontenhausen-Lechsgemündu |  |  |  |  |  |  |  |                       |
|                        |                          |  |                        |                                  |  |  |  |  |  |  |  |                       |
|                        | Alžběta Goricko-Tyrolská |  |                        |                                  |  |  |  |  |  |  |  |                       |
|                        |                          |  |                        |                                  |  |  |  |  |  |  |  |                       |
|                        |                          |  |                        | Ludvík I. Bavorský               |  |  |  |  |  |  |  |                       |
|                        |                          |  |                        |                                  |  |  |  |  |  |  |  |                       |
|                        | Ota II. Bavorský         |  |                        |                                  |  |  |  |  |  |  |  |                       |
|                        |                          |  |                        |                                  |  |  |  |  |  |  |  |                       |
|                        |                          |  |                        | Ludmila Přemyslovna              |  |  |  |  |  |  |  |                       |
|                        |                          |  |                        |                                  |  |  |  |  |  |  |  |                       |
|                        | Alžběta Bavorská         |  |                        |                                  |  |  |  |  |  |  |  |                       |
|                        |                          |  |                        |                                  |  |  |  |  |  |  |  |                       |
|                        |                          |  |                        | Jindřich V. Welfský              |  |  |  |  |  |  |  |                       |
|                        |                          |  |                        |                                  |  |  |  |  |  |  |  |                       |
|                        | Anežka Brunšvická        |  |                        |                                  |  |  |  |  |  |  |  |                       |
|                        |                          |  |                        |                                  |  |  |  |  |  |  |  |                       |
|                        |                          |  |                        | Anežka Štaufská                  |  |  |  |  |  |  |  |                       |
|                        |                          |  |                        |                                  |  |  |  |  |  |  |  |                       |